# Amphoe Waeng Noi
Amphoe Waeng Noi (Thai: อำเภอ แวงน้อย) ist ein Landkreis (Amphoe – Verwaltungs-Distrikt) in der Provinz Khon Kaen. Die Provinz Khon Kaen liegt in der Nordostregion von Thailand, dem so genannten Isan.

## Geographie
Benachbarte Landkreise (von Norden im Uhrzeigersinn): die Amphoe Waeng Yai und Phon in der Provinz Khon Kaen, die Amphoe Bua Lai, Bua Yai und Kaeng Sanam Nang der Provinz Nakhon Ratchasima, sowie Amphoe Khon Sawan der Provinz Chaiyaphum.

## Geschichte
Waeng Noi wurde am 1. Juni 1971 zunächst als „Zweigkreis“ (King Amphoe) eingerichtet, indem sechs Tambon vom Amphoe Phon abgetrennt wurden. 
Am 21. August 1975 wurde er zum Amphoe heraufgestuft.

## Verwaltungseinheiten

### Provinzverwaltung
Der Landkreis Waeng Noi ist in sechs Tambon („Unterbezirke“ oder „Gemeinden“) eingeteilt, die sich weiter in 74 Muban („Dörfer“) unterteilen.
| Nr. | Name          | Thai     | Muban | Einw. |
| --- | ------------- | -------- | ----- | ----- |
| 1.  | Waeng Noi     | แวงน้อย   | 13    | 9.850 |
| 2.  | Kan Lueang    | ก้านเหลือง | 14    | 9.266 |
| 3.  | Tha Nang Naeo | ท่านางแนว | 10    | 4.797 |
| 4.  | Lahan Na      | ละหานนา  | 16    | 7.619 |
| 5.  | Tha Wat       | ท่าวัด     | 10    | 5.578 |
| 6.  | Thang Khwang  | ทางขวาง  | 11    | 5.032 |

### Lokalverwaltung
Es gibt zwei Kommunen mit „Kleinstadt“-Status (Thesaban Tambon) im Landkreis:
- Kan Lueang (Thai: เทศบาลตำบลก้านเหลือง), bestehend aus dem gesamten Tambon Kan Lueang.
- Waeng Noi (Thai: เทศบาลตำบลแวงน้อย), bestehend aus Teilen des Tambon Waeng Noi.

Außerdem gibt es fünf „Tambon-Verwaltungsorganisationen“ (องค์การบริหารส่วนตำบล – Tambon Administrative Organizations, TAO):
- Waeng Noi (Thai: องค์การบริหารส่วนตำบลแวงน้อย)
- Tha Nang Naeo (Thai: องค์การบริหารส่วนตำบลท่านางแนว)
- Lahan Na (Thai: องค์การบริหารส่วนตำบลละหานนา)
- Tha Wat (Thai: องค์การบริหารส่วนตำบลท่าวัด)
- Thang Khwang (Thai: องค์การบริหารส่วนตำบลทางขวาง)